# Хронология протестов во Франции (2023)
 В данной статье содержится хронология Протестов против пенсионной реформы во Франции (2023) — серия всеобщих забастовок и демонстраций, организованных во Франции с 19 января 2023 года лидерами официальных профсоюзов правительства Борн, предполагающей повышение пенсионного возраста с 62 до 64 лет.

## 16 марта 2023 года
Премьер-министр Франции Элизабет Борн объявила о принятии пенсионной реформы без финального голосования в Национальной ассамблее согласно 3 пункту статьи 49 конституции Франции. Законопроект предусматривает повышение пенсионного возраста с 62 до 64 лет к 2030 году.

## 31 Января 2023 года
Сотни тысяч человек в разных городах Франции вышли на улицы, чтобы протестовать против пенсионной реформы, начались столкновения с полицией. В забастовке участвуют Автономное Агентство Парижского Транспорта (RATP), французская железнодорожная компания SNCF, сотрудники парижского аэропорта Шарль-де-Голль и работники фуникулеров на французских горнолыжных курортах. Протестанты жгут мусорные баки и забрасывают силовиков бутылками. Полиция в ответ применяет слезоточивый газ и водометы.